# Lotta & Anders Engbergs orkester
Lotta & Anders Engbergs orkester var ett dansband i Skara i Sverige som var i gång åren 1989–1994, med Lotta Engberg som huvudsångerska.
Bandet bildades av makarna Anders och Lotta Engberg. 1993 fick bandet en Grammis. Lotta Engberg lämnade kring årsskiftet 1993–1994 bandet, och startade det egna dansbandet Lotta Engbergs orkester.
I vissa låtar sjöng Lotta Engberg och Peter Åhs duett.

## Medlemmar
| Namn             | Banduppgift            | Medlemsår |
| ---------------- | ---------------------- | --------- |
| Lotta Engberg    | sång                   | 1989–1994 |
| Anders Engberg   | bas, saxofon, kör      | 1989–1994 |
| Patrik Ehlersson | gitarr, saxofon        | 1991–1994 |
| Peter Åhs        | keyboard, gitarr, sång | 1989–1994 |
| Pedro Johansson  | keyboard               | 1989–1994 |

### Tidigare medlemmar
| Namn           | Banduppgift | Medlemsår |
| -------------- | ----------- | --------- |
| Mikael Wendt   | gitarr      | 1989–1990 |
| Jörgen Horneij | trummor     | 1989–1993 |

## Diskografi

### Studioalbum
| Titel                    | Släppår |
| ------------------------ | ------- |
| Genom vatten och eld     | 1989    |
| En gång till             | 1990    |
| Världens bästa servitris | 1991    |
| Stora rubriker           | 1992    |
| Kärlek gör mig tokig     | 1993    |

### Samlingsalbum
| Titel                 | Släppår |
| --------------------- | ------- |
| På begäran            | 1992    |
| Tusen vackra bilder   | 1994    |
| Alla lyckliga stunder | 1996    |

### Singlar
| Titel                                          | Släppår |
| ---------------------------------------------- | ------- |
| Melodin/Kan man gifta sig i jeans?             | 1989    |
| En gång till                                   | 1990    |
| Tusen vackra bilder/Ett skratt förlänger livet | 1990    |
| Antonio/All My Loving                          | 1990    |
| Tusen skäl att stanna/Hey Paula                | 1992    |
| Alla lyckliga stunder                          | 1993    |

## Melodier på Svensktoppen
| Titel                    | Inträdesår/Utträdesår |
| ------------------------ | --------------------- |
| Melodin                  | 1989                  |
| Genom vatten och eld     | 1989                  |
| En gång till             | 1990                  |
| Tusen vackra bilder      | 1990-1991             |
| Världens bästa servitris | 1991                  |
| Tusen skäl att stanna    | 1992                  |
| Allt jag vill säga       | 1992                  |
| Alla lyckliga stunder    | 1993                  |

## Missade Svensktoppen
Skön Cecilia 1989
Antonio 1990
Den bästa tiden i mitt liv 1990
Rosa på bal 1991
Mannen i mitt liv 1991 
Karl Johan 1993
Kär och galen 1993

## I afton dans
Parkhallen, Arvika (1989) - Kan man gifta sig i jeans/Pick och pack/Hand i hand/Oh la la/Do-re-me/På min sommaräng/Fyra bugg & en coca-cola/Hey hey lady lay/Bonnpärs bröllop/Jag vill bara va’ en män’ska av idag/La paloma/Två ska man va’/Skön Cecilia/Om du säger som det är/Zambezi River/All my lovin’/Melodin/Så många barn/Världens lyckligaste par/Ljus och värme/Moon over Naples/100%/Genom vatten och eld
Sandgrund, Karlstad (1991) - Om du säger som det är/Jag vill sjunga ut min glädje/Ett café i Bourdeaux/I just called to say I love you/Smoke gets in your eyes/Välkommen hem/Världens bästa servitris/Tusen vackra bilder/Min gamla jukebox/Då - när vi rör vid varann’/Melodin/Bara du/Så’nt är livet/

### Fotnoter
1. ↑  ”Svenska dansband - Lotta & Anders Engbergs (1992)”. Arkiverad från originalet den 7 januari 2008. https://web.archive.org/web/20080107094557/http://www.svenskadansband.se/img2834.htm. Läst 27 november 2008.
2. ↑  Grammis - Grammisutdelningar 1993

3. http://www.lottaengberg.n.nu/ Inofficiell hemsida om bandet.